# Mylna Przełęcz
Mylna Przełęcz (słow. Mylné sedlo, niem. Mylna-Scharte, węg. Mylna-hágó) – dwusiodłowa przełęcz w Grani Kościelców w Tatrach Wysokich. Jest to pierwsza wybitniejsza przełęcz na północ od szczytu Zawratowej Turni, oddzielająca ją od Zadniego Kościelca. Pomiędzy jej dwoma siodłami położonymi na wysokości 2096 i 2104 m znajduje się niewybitny wierzchołek o wysokości 2106 m. Wschodnie stoki spod przełęczy opadają do Doliny Czarnej Gąsienicowej, zachodnie do Zadniego Koła w górnej części Doliny Zielonej Gąsienicowej.
W pobliżu jej północnego siodła znajduje się jaskinie: Szczelina w Zadnim Kościelcu i Wyżnia Szczelina w Zadnim Kościelcu.
Od zachodu przełęcz dostępna jest bez trudności, umożliwia łatwe dojście na Grań Kościelców. Główne jest siodło północne, było ono od dawna znane polującym na kozice. Od wschodu podcięta jest pionową ścianą uniemożliwiającą łatwe zejście i dlatego nie jest dogodnym połączeniem górnych partii wschodniej i zachodniej odnogi Doliny Gąsienicowej. Najłatwiejsze wejście od wschodu ma charakter wspinaczkowy i jest częściowo trudne (III w skali UIAA).
Nazwa została nadana przełęczy przez taternika Janusza Chmielowskiego. W 1902 r. wszedł on od zachodniej strony na tę przełęcz, nie mógł jednak znaleźć zejścia na drugą stronę, do Zmarzłego Stawu. Przedtem przełęcz pokonał m.in. Szymon Tatar (młodszy), koziarze bywali tu już w XIX wieku. Zimą pierwsi na Mylną Przełęcz weszli Stefan Jaworski, Józef Lesiecki, Leon Loria, Jan Małachowski i Stanisław Zdyb 24 kwietnia 1911 r.

## Przypisy

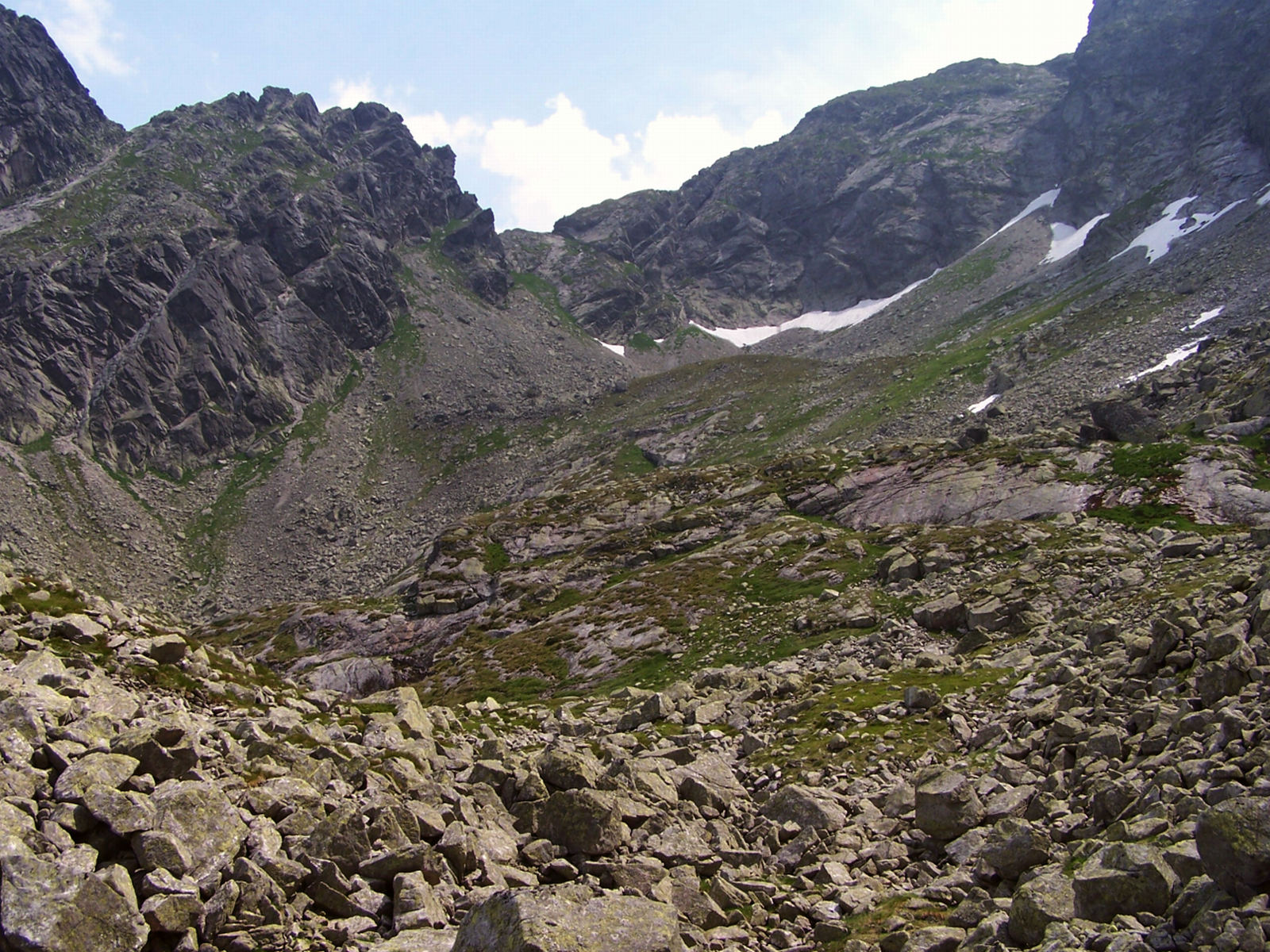
Mylna Przełęcz od strony zachodniej. Pod nią Zadnie Koło